# Cameron (Virgínia Ocidental)
Cameron é uma cidade localizada no estado norte-americano de Virgínia Ocidental, no Condado de Marshall.

## Demografia
Segundo o censo norte-americano de 2000, a sua população era de 1212 habitantes.
Em 2006, foi estimada uma população de 1122, um decréscimo de 90 (-7.4%).

## Geografia
De acordo com o United States Census Bureau tem uma área de
2,3 km², dos quais 2,3 km² cobertos por terra e 0,0 km² cobertos por água. Cameron localiza-se a aproximadamente 293 m acima do nível do mar.

## Localidades na vizinhança
O diagrama seguinte representa as localidades num raio de 24 km ao redor de Cameron.